# 劫蘊寺
浄天院劫蘊寺（じょうてんいんごううんじ）は衛星軌道上に計画された寺院。醍醐寺によって2024年に建立される計画だった。
史上初の宇宙寺院としてテラスペースの提供するホステッドペイロードサービス事業の50kg級小型衛星「TATARA-1」に大日如来像と曼荼羅が設置搭載され、2024年12月18日にカイロスロケット2号機によって打ち上げられたが、ロケットの失敗によって軌道投入は実現しなかった。高度110.7kmまで到達し、宇宙宗教学研究会では「世界で初めて、大日如来と曼荼羅を宇宙空間まで運んだ」としている。
搭載衛星の投入予定軌道は高度約1,000km以下（400 - 500km程と見られる）の地球低軌道で、地球を約1時間半で1周する。